# Parafia św. Anny w Długiem
Parafia pw. św. Anny w Długiem – parafia rzymskokatolicka z siedzibą w Długiem, należąca do dekanatu Ińsko, archidiecezji szczecińsko-kamieńskiej, metropolii szczecińsko-kamieńskiej. W parafii posługują księża archidiecezjalni. Według stanu na wrzesień 2018 proboszczem parafii był ks. Daniel Gollon. 

## Kościół parafialny
Kościół św. Anny w Długiem

## Kościoły filialne
- Kościół Matki Bożej Różańcowej w Linówku[1]
- Kościół Matki Bożej Bolesnej w Białej[1]
- Kościół Chrystusa Króla w Lutkowie[1]
- Kaplica św. Kazimierza Królewicza w Starzycach[1]